# Manœuvre de flanquement
 (janvier 2024).
Si vous disposez d'ouvrages ou d'articles de référence ou si vous connaissez des sites web de qualité traitant du thème abordé ici, merci de compléter l'article en donnant les références utiles à sa vérifiabilité et en les liant à la section « Notes et références ».

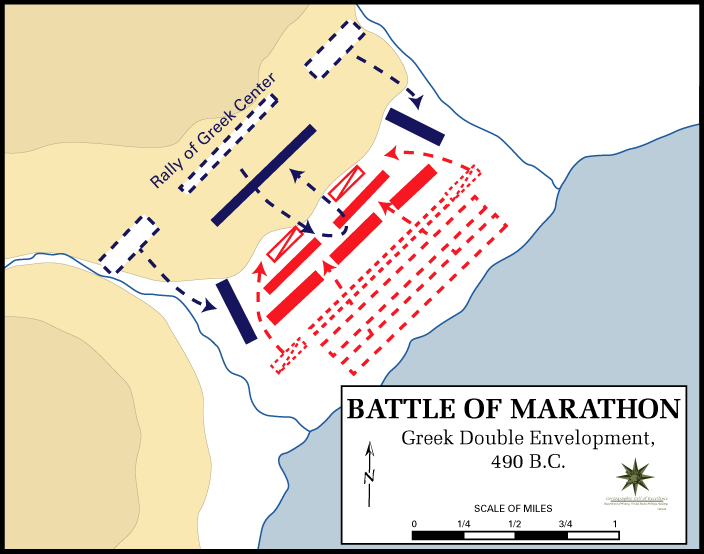
La bataille de Marathon est un exemple de mouvement en tenaille, forme de manœuvre de flanquement.

En tactique militaire, une manœuvre de flanquement, ou attaque de flanc est une attaque menée sur les flancs d'une force adverse. Si une manœuvre de flanquement réussit, la force adverse peut se retrouver cernée selon deux directions ou plus, ce qui réduit considérablement sa manœuvrabilité et son aptitude à se défendre.

## Historique

### Antiquité
Cette tactique fut utilisée durant la bataille de Marathon en 490 avant J.-C. et par César pendant la bataille de Pharsale en 48 avant J.-C.

### XIXesiècle

#### Guerres napoléoniennes

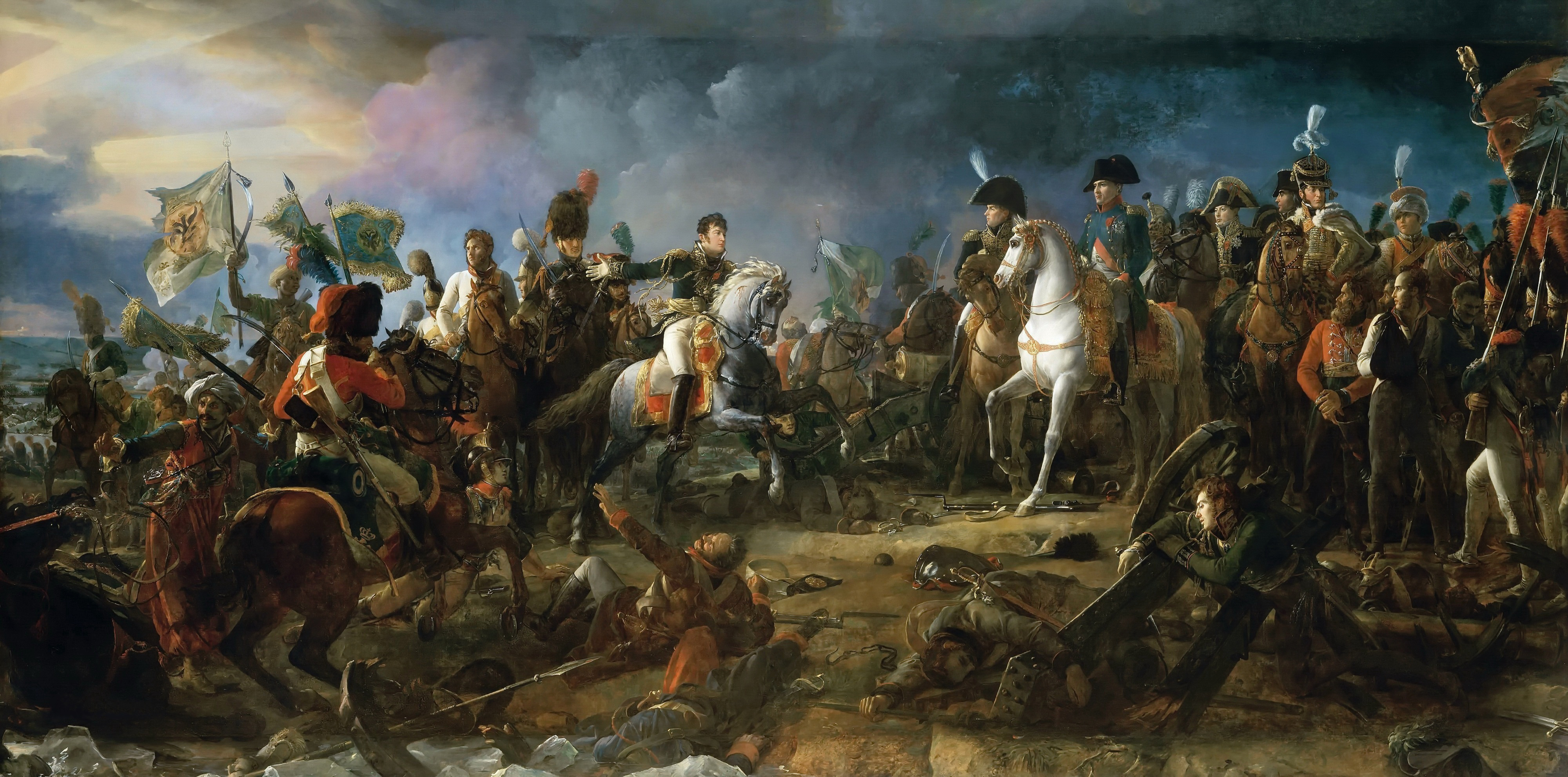
Bataille d'Austerlitz, 2 décembre 1805, François Gérard.

Durant les guerres napoléoniennes, cette tactique est l'une des plus classiques et les commandants œuvrent à éviter d'être flanqué. L'exemple le plus connu est celui de la bataille d'Austerlitz. Durant cette bataille, l'armée austro-russe attaque l'aile droite de la Grande Armée, dégarnie. Napoléon en profite pour séparer l'armée coalisée en deux en s'intercalant entre les deux parties de l'armée sur le position forte du plateau de Pratzen. L'attaque de flanc avait tournée au désastre.

#### Guerre de Sécession et guerres européennes

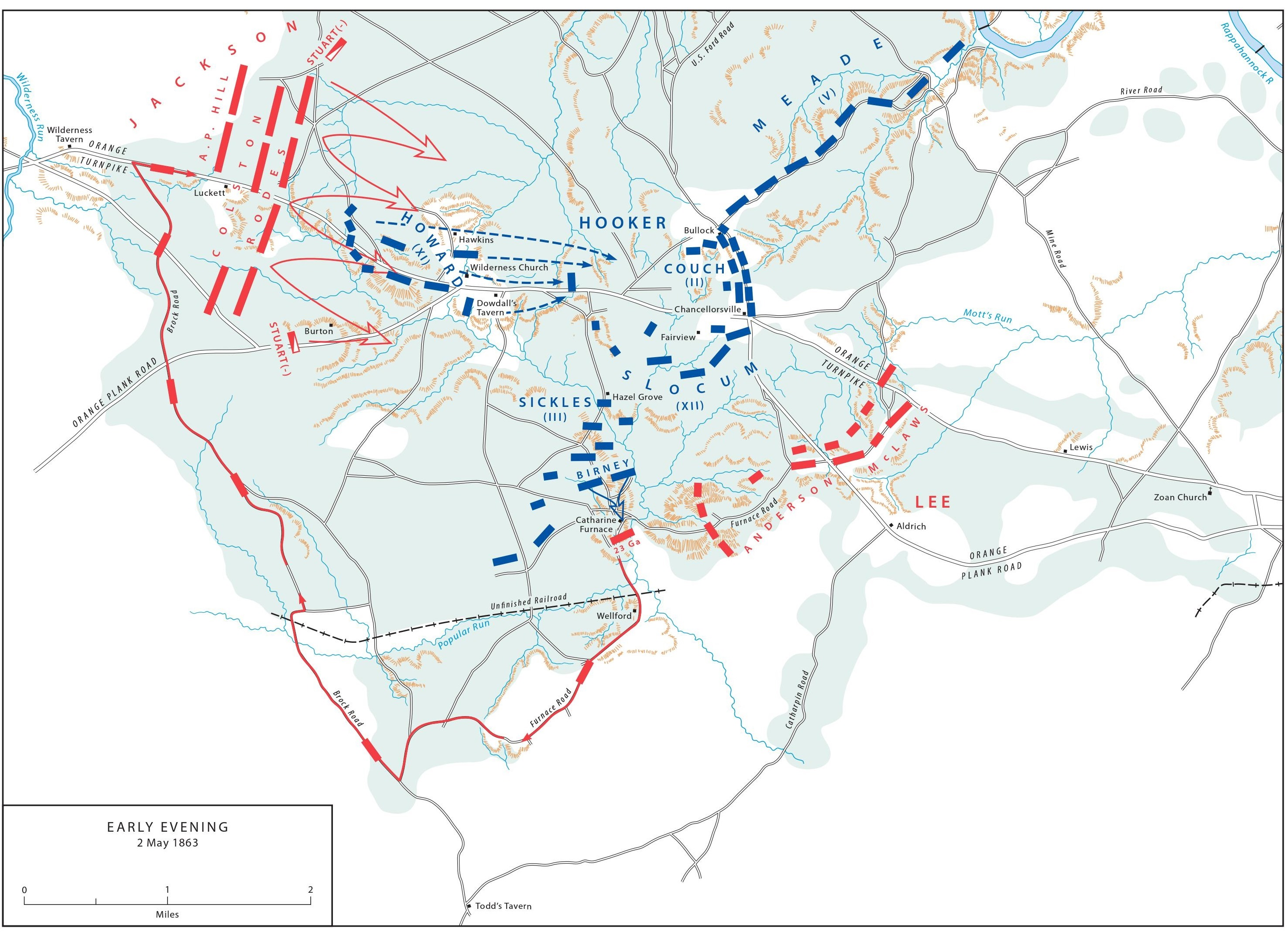
Carte de la bataille de Chancellorsville, au 2 mai 1863, montrant, à gauche, l'attaque de flanc menée par le général Jackson contre la droite nordiste.

La tactique fut également utilisée durant la guerre de Sécession américaine (1861-1865). Durant la bataille de Chancellorsville, le général Lee a l'audace de séparer son armée en deux. Il envoie le 2e corps du général Jackson flanquer l'armée nordiste. L'attaque fonctionne et permet à Lee d'infliger une cuisante défaite au Nord, malgré sa large infériorité numérique.

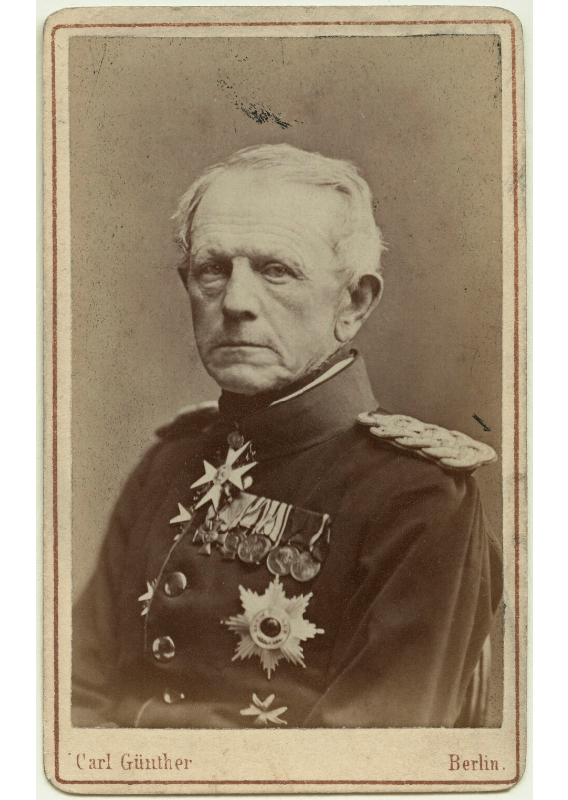
Moltke l'Ancien, 1860.

Elle fut également utilisée durant les guerres austro-prussienne (1866), franco-prussienne (1870-1871) et d'autres encore. Le militaire prussien Helmuth von Moltke, dit Moltke l'Ancien, a apporté des améliorations à cette tactique. Il a remarqué que, lorsque cette tactique était employée, elle était prévisible. En effet, la manœuvre est longue donc l'ennemi a le temps de réagir. Par conséquent, selon lui, il faut disperser ses forces sur le champ de bataille pour masquer le lieu de l'attaque. Au dernier moment, il faut les concentrer sur le flanc. Ainsi, l'ennemi est pris par surprise et n'a pas le temps de réagir.
Avec la Première Guerre mondiale, qui s'apparente rapidement à une guerre de tranchées, l'attaque de flanc disparaît petit à petit.

## Avantages
L'attaque de flanc est un risque majeur pour toute armée. Si cet assaut réussit, toute l’armée flanquée peut alors être mise en déroute facilement. En cause, elle est peut être prise à revers, voire encerclée.

## Limites
L'attaque de flanc constitue une manœuvre risquée, difficile et périlleuse. L’attaquant risque d’être séparé en deux. Pour y faire face, il suffit de déployer son armée en deux lignes pour protéger les flancs, disposer d’une réserve mobile capable de rapidement soutenir les ailes, d'une flanc-garde, ou de flanqueurs.

## Conditions de mise en œuvre
Il y a certaines conditions propices au lancement d'une attaque de flanc. Notons d'abord qu'il est plus facile d'employer de la cavalerie pour ce genre d'attaque. En raison de sa vélocité, elle peut facilement flanquer. Mais il est important qu'elle soit soutenue par l'infanterie et l'artillerie.
Il faut aussi que l'ennemi ne soit pas disposé en deux lignes ou n'ait pas de flanc-garde car cela permettrait d'y faire face.
Ensuite, il est plus facile que cette manœuvre réussisse si l'on est en supériorité numérique. Ainsi, l'armée peut étirer ses lignes pour étendre la surface du champ de bataille et finalement, s'élancer sur un flanc plus facilement. Ce facteur n'est pas obligatoire. La bataille de Chancellorsville le montre parfaitement.
Enfin, il faut que l'armée soit disciplinée et expérimentée car cette manœuvre est risquée et périlleuse.